# ランドラッシュ

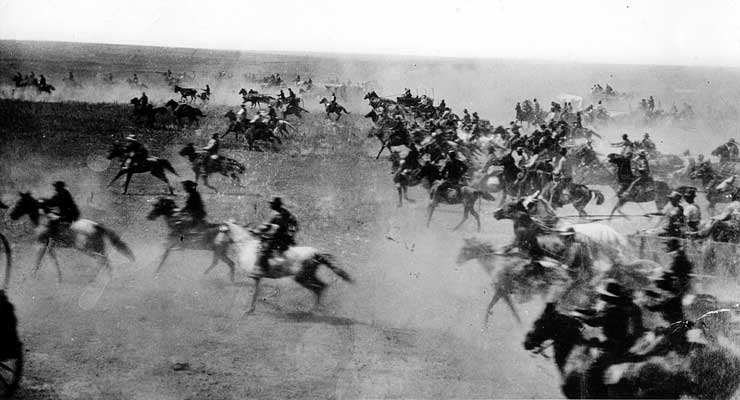
1889年のランドラッシュ

ランドラッシュ (Land Rush, Land Run) とは1889年4月22日にアメリカ合衆国政府が入植を解禁したオクラホマに白人が未開の土地を求め殺到した現象を指す。

## 概要
アメリカ合衆国が成立し、同国による白人による北アメリカ大陸入植が本格化すると、先住民であるインディアンたちは白人たちに武力で打倒され、強制的に移住させられた。
アメリカ合衆国政府はインディアンに対して代替地としてオクラホマ（インディアン準州）を提供し、その所有権を永久に保証した。その結果、チェロキー族など各地のインディアンが「涙の踏み分け道」と呼ばれる苛酷な旅程を経てオクラホマへと移住してきた。
1848年のゴールドラッシュ以後、大陸横断鉄道が敷設され、アメリカからフロンティアが消滅すると、白人投資家や鉄道会社などはオクラホマへの入植をアメリカ政府に要望するようになり、様々な請願やロビー行為が行われた。
アメリカ政府はインディアンとの約束を破ることになるため入植を許可しなかった。しかし、1886年のアパッチ族との戦いを最後に、インディアンとの戦いが終息すると、彼らとの約束を無視するかたちで政府がオクラホマ入植を認めることになった。

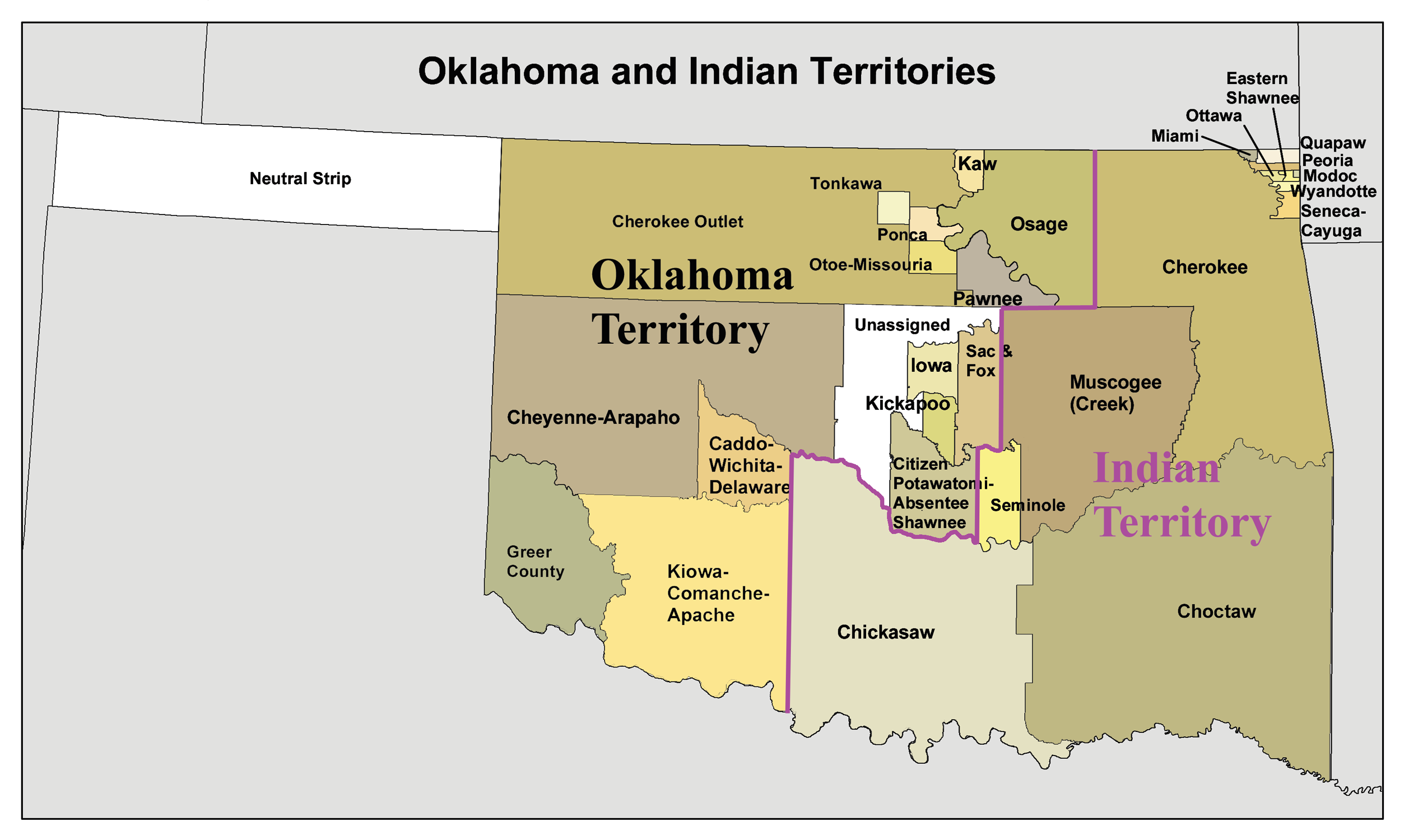
1890年代のオクラホマ準州とインディアン準州。中央の白い部分がアンアサインド・ランド（未割当地）

1889年4月22日の正午を境にオクラホマへの白人の入植が認められた。同年同月日には15ドルの入植手続き料を支払った人々がオクラホマとの境界に集まり、正午を告げる号砲が鳴ると一斉にオクラホマへと乗り込んでいった。彼らは一人当たり160エーカー（65ヘクタール）の土地を手に入れることができた。
このような一斉入植以前にも「スーナー (Sooner)」と呼ばれる抜け駆けが現れ、それを政府当局が取り締まるなど入植には混乱があったものの、1907年までにはオクラホマへの白人移住が完了する。
オクラホマにおけるランドラッシュは5度起こっている。
1. 1889年のランド・ラン：1889年4月22日正午にスタートした入植競争。南軍に大部分がついたクリーク族とセミノール族が、オクラホマ中央部の土地を南北戦争終結後に合衆国に割譲させられたが、この土地（アンアサインド・ランド）には他のインディアンが住んでいなかったため白人から入植を求める声が高まった。ホームステッド法に基づく最初の入植が認められたのはこの地域であった。現在のカナディアン郡、キングフィッシャー郡、ローガン郡、オクラホマ郡などに相当する。
2. 1891年9月22日のランド・ラン。アイオワ族、ソーク族、フォックス族、ポタワトミ族、ショーニー族の土地への入植。
3. 1892年4月19日のランド・ラン。シャイアン族、アラパホ族の土地への入植。
4. 1893年9月16日のランド・ラン。チェロキー族の国であったチェロキー・ストリップと呼ばれる広大な土地（28,000平方kmほど）が約7百万ドルでチェロキー族の手を離れ入植者に開放された。最大規模のランドラッシュが起こった。
5. 1895年5月3日のランド・ラン。キカプー族の土地に対する入植。

## その後
オクラホマに石油が発見されるとオクラホマは準州に、さらに後に47番目の州に昇格する。

## 21世紀のランドラッシュ
2007年-2008年の世界食料価格危機が発端となって、ヨーロッパや中国、韓国、インドなどが国を上げてアフリカや南米、旧ソ連圏の未開発の農地を大掛かりに買収している現象を指す。ランドグラビング（土地収奪）ともいわれ、現地の住民に必要な食料の確保を無視して政府間で強引な買収を行うケースもあり、「新植民地主義」として非難を浴びる事例も少なくない。2009年にはマダガスカルで、国土の耕地可能面積の半分を韓国企業の大宇ロジスティクスに99年間無償貸与するとした大統領がクーデターにより退陣に追い込まれる事態も発生した。